# Ferdinando Maffei di Boglio
Ferdinando Maffei di Boglio (Torino, 20 giugno 1802 – Torino, 11 maggio 1856) è stato un generale italiano, insignito della medaglia d'oro al valor militare a vivente nel corso della prima guerra d'indipendenza italiana.

## Biografia
Nacque a Torino il 20 giugno 1802, figlio di Carlo e di Barbara Des Hayes, in una famiglia di forti tradizioni militari. All'età di quattordici anni fu ammesso a frequentare la Regia Accademia Militare di Torino. Promosso luogotenente nel Reggimento "Cavalleggeri del Re" nel settembre 1819, due anni dopo, con lo stesso grado passò nel neocostituito Reggimento "Dragoni del Genevese" nel quale, nell'aprile 1830, ottenne la promozione a capitano.  Divenuto maggiore, nel gennaio 1840, fu assegnato al Reggimento "Novara Cavalleria".
Nella campagna di guerra contro l'Impero austriaco del 1848, come comandante di squadrone, si distinse il 9 aprile nel combattimento di Monzambano, mentre faceva parte dell'avanguardia della 3ª Divisione.
Partecipò, successivamente, alla battaglia di Santa Lucia, il 6 maggio, distinguendosi sotto il vivo fuoco dell'artiglieria nemica, nella protezione di una batteria che, dopo essere stata ripetutamente colpita e danneggiata, fu attaccata improvvisamente dalle fanterie nemiche.
Promosso colonnello il 16 maggio, il successivo 13 giugno, comandò il reggimento in linea sul fronte Tomba-Santa Lucia, in risposta all'ordine ricevuto di passare il fiume Adige a sud di Verona, per colpire alle spalle il nemico che, secondo le informazioni ricevute, da Verona stava marciava su Vicenza. Nella notte del giorno 14, in seguito alla capitolazione di Vicenza ed all'ordine di ritirata impartito all'Armata, il Reggimento "Novara Cavalleria", passato posizione di retroguardia della 3ª Divisione, iniziò il ripiegamento. Trovatosi in marcia in una strada strettissima, il reggimento aveva in coda mezza batteria d'artiglieria e numeroso carreggio. In località cascina Calzoni, nei pressi di Dossobuono, la coda della colonna fu attaccata da un Corpo di ulani. Accorso subito, con alcuni ufficiali e parte degli squadroni, in un terreno che male si prestava al combattimento di cavalleria, si lanciò all'attacco del nemico e, sebbene esso fosse superiore di numero, lo costrinse alla fuga. Nello scontro rimasero uccisi molti ulani, e molti altri vennero fatti prigionieri, ed egli stesso, rimasto ferito da un ufficiale austriaco che l'aveva attaccato, dovette difendersi da quattro ulani sopraggiunti. Riuscì a disarcionarne uno ed a volgere in fuga gli altri, quantunque fosse rimasto più volte ferito nello scontro. Per questo fatto fu insignito della medaglia d'oro al valor militare con Regio Decreto del 16 giugno 1848, e in seguito divenne primo scudiero di S.A.R. il Duca di Savoia.
Promosso al grado di maggiore generale nell'aprile 1849, nel giugno dello stesso anno venne nominato membro della Commissione di riorganizzazione dell'Esercito e del Consiglio consultivo permanente della guerra. Il 28 maggio 1852 assunse l'incarico di ispettore dell'Esercito. Si spense a Torino l'11 maggio 1856.

### Fonti
1. 1 2 3 4 5 6 7 8 9 10 11 12 13 14  Combattenti Liberazione.
2. 1 2  Carolei, Greganti 1950, p. 38.
3. ↑   Calendario generale pe' Regii Stati pubblicato con autorità del Governo e, 1849,  p. 353. URL consultato il 5 marzo 2022.